# ModPlug Tracker
ModPlug Tracker（モッドプラグトラッカー）は、Windows上で Olivier Lapicque によって開発されたオーディオモジュールトラッカーである。
元はModpluginという、インターネット・ブラウザ上でユーザに音楽を聞かせる為に初期に開発されたプラグインモジュール（例えば、.it、.xm、.s3m、.mod）だった。ModPlug PlayerとModPlug Trackerはこのプラグインから発展した。
ModPlug Tracker は自由ソフトウェアであり、BSDの元に配布される。

## 機能
ModPlug Trackerの主な特徴は、ポイントアンドクリック、ネイティブのWindowsユーザーインタフェースである。
ほとんどのトラッカー（RenoiseやSkale Trackerなどのさらに新しいトラッカー）は、非常に古いDOS トラッカー（特にFastTracker II）のインタフェースを受け継いでいる。トラッカーを使用する多くの旧派のミュージシャンが古式のGUIを好むが、新来者はModPlug Trackerの新しいインタフェースに引き付けられるようである。
ModPlug Trackerは効果選択のためのコンテキストメニューや、ファイル、サンプル、およびパターンのための「ツリー」ビューや、ドラッグ・アンド・ドロップ機能などのようにWindowsプログラムに共通の特徴を利用している。
ModPlug Tracker はIT(Impulse Tracker)、XM(FastTracker Extended Module)、MOD、およびS3M(Scream Tracker)ファイルを読み込むことができる。その上、複数サンプルファイルフォーマットに対応し、DLSとサウンドフォントをサポートしている。

## 互換性
ModPlug Player はオリジナルの ModPlug Tracker プロジェクトに関連してOlivier Lapicqueによって開発された付属のモジュールプレーヤーである。プレイリストエディターや、グラフィカルイコライザーや、オートマティックゲインコントロール、低域増幅、リバーブ、ミキシング、ドルビーサラウンドサポート機能が追加された。プレーヤーは圧縮されたファイル上（.zip/.rar/.lha）でも様々なモジュールミュージックファイルをサポートする。

### 対応するフォーマット
.669
UNIS 669, 669 composer モジュール
.AMF
Asylum / DSMI モジュール
.AMS
Velvet Studio AMS 1.x モジュール
.DBM
DigiBooster Pro モジュール
.DSM
DSIK 内部フォーマットモジュール
.FAR
Farandole Composer モジュール（ベータ版）
.IT
Impulse Tracker モジュール
.MED
OctaMed モジュール
.MDL
DigiTracker 1.x モジュール
.MOD
ProTracker モジュール（4-32 チャンネル, 15/31 サンプル）
.MOL
MOD4WINと互換性のあるモジュールリスト
.MTM
MultiTracker モジュール
.NST
NoiseTracker モジュール
.OKT
OktaLyser モジュール
.PTM
PolyTracker モジュール
.S3M
ScreamTracker III モジュール
.STM
ScreamTracker II モジュール
.ULT
UltraTracker モジュール
.UMX
Unreal Engine 1 gamesのミュージックファイル (essentially one of the above formats in an additional container)
.WOW
Grave Composer モジュール
.XM
FastTracker モジュール
.WAV
Wave ファイル（ただし16MB以下）

## 歴史
1999年12月に、Olivier Lapicqueは、GPL下でプラグインをXMMSを基にしたコードに書き直すため、ModPlugのモジュールプレイングパーツのソースコードをKenton Vardaに送った。
ソースコードは後で公共の場でリリースされた。そして、Modを使うコードは別のライブラリ、ModPlug XMMS Pluginプロジェクトの一部として維持されたlibmodplugに分かれた。
そしてその後2003年後半から2006年の間に再開されるまで、このプロジェクトは休止状態にあった。しかしβバージョンが時々リリースされる為、1999年12月にOlivier Lapicqueがプラグインに書くためにGPLの下でModPlugのモジュールプレイングパーツのソースコードをKenton Vardaに送った。(最新版: 1.17 .02 .48)。
時間の不足のため、Olivier LapicqueはModPlug Tracker自身の開発を中止し、彼は2004年前半にオープンなライセンスの下で全体のソースコードをリリースした。
その結果、ModPlug Tracker（現在はOpenMPTとして知られている）はSourceForge.netでトラッカーのプログラマのグループによって活発に開発されている。